# Germinio di Sirmio
Germinio di Sirmio, (Cizico, ... – Sirmio, 375 o 376) è stato un vescovo ariano e teologo greco antico, vescovo di Sirmio e seguace dell'arianesimo di formulazione acaciana.
Assieme a Valente di Mursa ed Ursacio di Singiduno fu uno degli esponenti di punta dell'arianesimo anti-niceno.
È il protagonista dell'Altercatio Heracliani laici cum Germinio episcopo Sirmiensi, relazione di una altercatio (disputa teologica) fra lo stesso vescovo e altri due prelati ariani da una parte e il laico cattolico Eracliano dall'altra, avvenuta il 13 gennaio 366.